# Monòver
Monòver (valencianisch) oder Monóvar (spanisch) (beide Schreibweisen sind amtlich) ist eine Gemeinde im Südosten von Spanien in der Provinz Alicante der Valencianischen Gemeinschaft. 2024 hatte die Gemeinde 12.764 Einwohner. Sie gehört zu den wichtigsten Industriestädten der Region.

## Geografie
Die Gemeinde grenzt an die Gemeinden Algueña, Elda, Novelda, Pinoso, La Romana, Salinas und Villena.

## Wirtschaft
Historisch gesehen war es eine Stadt mit besonderer Bedeutung in der industriellen Revolution von Spanien, insbesondere in der Schuhindustrie.

## Demografie
| 1842  | 1900   | 1930   | 1950   | 1970   | 1981   | 1991   | 2001   | 2011   |
| ----- | ------ | ------ | ------ | ------ | ------ | ------ | ------ | ------ |
| 7.590 | 10.573 | 10.031 | 10.058 | 10.439 | 11.140 | 12.200 | 11.763 | 12.683 |

## Persönlichkeiten
- José Martínez Ruiz (1873–1967), Schriftsteller